# Église Saint-Martin de Villargerel
L’église Saint-Martin de Villargerel est une église catholique située en France sur la commune d'Aigueblanche, dans le département de la Savoie en région Auvergne-Rhône-Alpes. L'église est dédiée à Martin de Tours.
Bâtie au XVIIIe siècle dans l’actuel hameau de Villargerel, elle fait l’objet d'un classement au titre des monuments historiques depuis l'arrêté du 9 juin 1943.

## Description
Construite à partir de 1682 par un maître maçon, Jean Meilleur, sur les plans de l'architecte Nicolas Deschamps, l'église présente un plan centré en « croix grecque ».
La coupole sur pendentif, divisée en huit voûtains est décorée de médaillons et éclairée par un lanterneau. La base en stuc est en trompe-l’œil. Trois absides polygonales et un porche en pierre forment le reste de l'édifice.
On confia à Jacques Clérant, sculpteur du XVIIIe originaire de Chambéry et moûtierain d’adoption, l’exécution de nombreux retables en Tarentaise. À Villargerel il compose en 1707 le retable majeur qui se compose de six colonnes divisant les différentes parties du triptyque. Le centre de ce retable est orné d'un tableau qui représente la Crucifixion, à droite saint Antoine, saint François de Sales et saint Sébastien et à gauche saint Jean, sainte Catherine d'Alexandrie et sainte Marie.
Au niveau du croisillon sud se trouve un retable aux cariatides portant l'entablement, décoré d'une frise de fleurs, fruits et têtes d'anges. On peut également admirer un tabernacle du XIXe décoré du « pélican nourrissant ses petits ».
L’église Saint-Martin de Villargerel accueille des concerts classiques dans le cadre des « Chemins du Baroque », rendez-vous culturel estival pour la mise en valeur du patrimoine.